# Władimir Stiepanow
Władimir Siewastjanowicz Stiepanow (ros. Влади́мир Севастья́нович Степа́нов, ur. 21 marca 1927 w Kondopodze, zm. 14 czerwca 2022 w Moskwie) – radziecki polityk i dyplomata, członek KC KPZR (1986–1989).
W 1950 ukończył Moskiewski Państwowy Instytut Stosunków Międzynarodowych, po czym został dyrektorem centrum biura lekcyjnego Komitetu ds. Instytucji Kulturalno-Oświatowych przy Radzie Ministrów Karelo-Fińskiej SRR. Od 1952 członek WKP(b)/KPZR, sekretarz KC Komsomołu Karelo-Fińskiej SRR, 1955–1958 przewodniczący kołchozu „Leninskij put’” w Karelskiej ASRR, w 1961 ukończył Akademię Nauk Społecznych przy KC KPZR i został kandydatem nauk historycznych. W latach 1961–1963 sekretarz Karelskiego Komitetu Obwodowego KPZR, 1963–1970 doradca w ambasadzie ZSRR w Finlandii, 1970–1973 na studiach podyplomowych w Akademii Nauk Społecznych przy KC KPZR, 1973–1979 ambasador nadzwyczajny i pełnomocny ZSRR w Finlandii, 1979–1984 I zastępca przewodniczącego Rady Ministrów Karelskiej ASRR. Od 18 kwietnia 1984 do 30 listopada 1989 I sekretarz Karelskiego Komitetu Obwodowego KPZR. 1984–1989 deputowany do Rady Najwyższej ZSRR 11 kadencji, 1986–1989 członek KC KPZR, delegat na XXV i XXVII Zjazdy KPZR. Pochowany na Cmentarzu Trojekurowskim w Moskwie.

## Odznaczenia
- Order Lenina
- Order Czerwonego Sztandaru
- Order Czerwonego Sztandaru Pracy
- Order Przyjaźni Narodów
- Order „Znak Honoru”
- Krzyż Wielki z Gwiazdą Orderu Białej Róży Finlandii (Finlandia)